# Teresa Salomé Mota

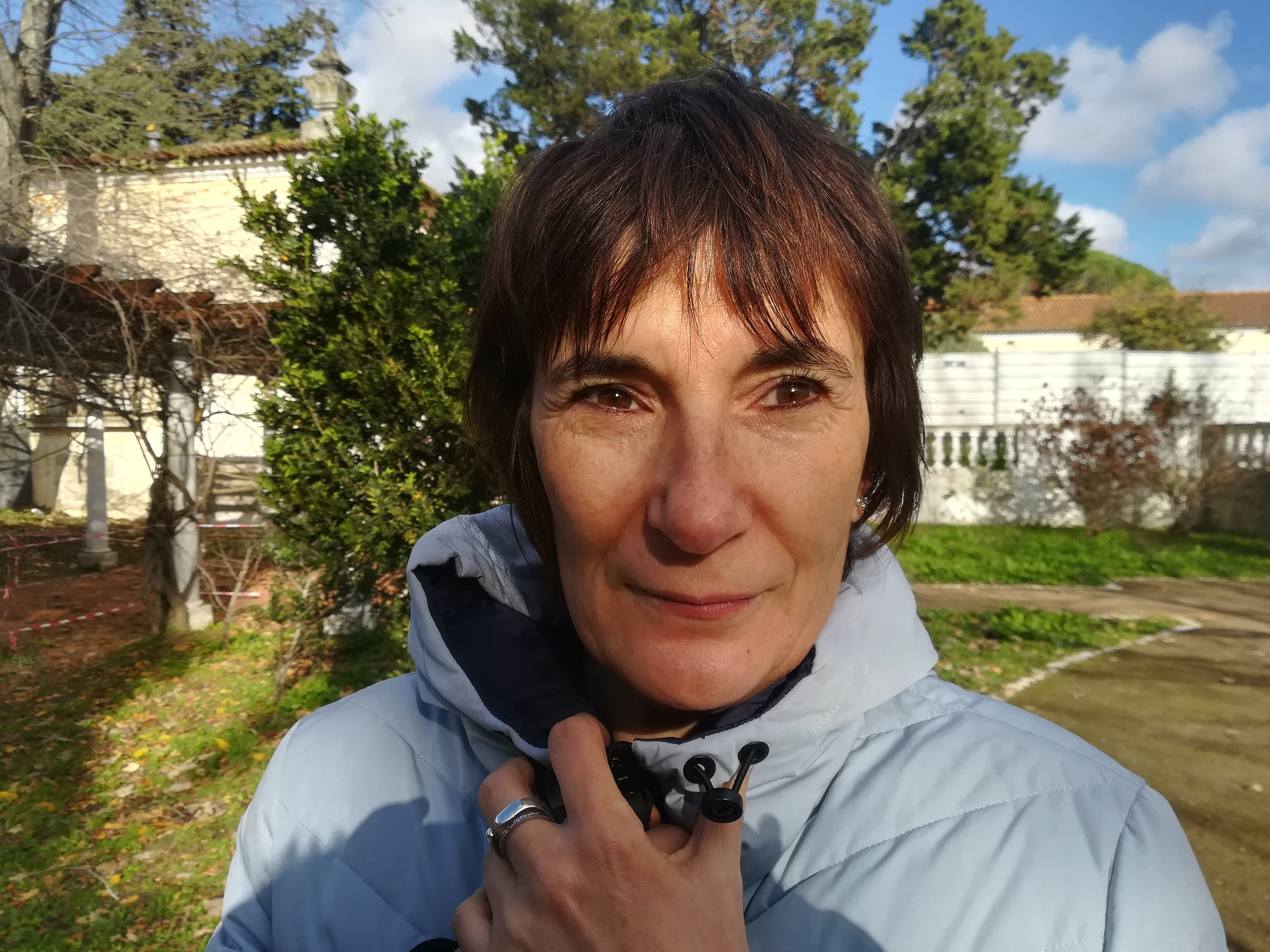
Teresa Salomé Mota

Teresa Salomé Mota (nascida em 1964/1965) é uma investigadora e política portuguesa que exerceu o cargo de co-porta-voz do LIVRE desde março de 2022 até maio de 2024, juntamente com o deputado Rui Tavares.

## Percurso Profissional
Licenciou-se em Geologia pela Universidade de Coimbra e foi professora no distrito de Braga. Fez o mestrado em Ciências Ambientais na Universidade do Minho, em 2001, com uma dissertação dedicada à História do Ensino da Geologia em Portugal. Posteriormente deslocou-se para Lisboa para realizar o doutoramento na área da História da Geologia. Foi investigadora pós-doutorada no Centro Interuniversitário de História das Ciências e da Tecnologia (CIUHCT). 

## Participação política
Foi candidata ao Parlamento Europeu em 2019, no 16º lugar da lista do LIVRE, sendo depois a principal candidata de Braga nas eleições legislativas do mesmo ano. Em 2021, foi candidata do LIVRE a Presidente da Câmara Municipal de Braga, tendo obtido apenas 0,6% dos votos. Foi novamente a principal candidata de Braga nas eleições legislativas de 2022 e 2024.